# Hồ Quảng (đạo diễn)
Hồ Quảng (1929–2022) là họa sĩ, nhà biên kịch kiêm đạo diễn phim hoạt hình người Việt Nam, ông được trao tặng Giải thưởng Nhà nước về Văn học – Nghệ thuật năm 2012 và truy tặng danh hiệu Nghệ sĩ Nhân dân năm 2023.

## Cuộc đời
Hồ Quảng sinh năm 1929 tại xã Vạn Giã huyện Vạn Ninh tỉnh Khánh Hòa. Ông sinh ra trong một gia đình nho học truyền thống, ông nội là Hồ Đăng Đê – Thượng thư – Hiệp đạo đại học sĩ dưới triều Nguyễn, cha là Hồ Thiệp làm Thừa phái huyện Vạn Ninh. Hồ Quảng từng theo học họa sĩ Nguyễn Đỗ Cung.
Năm 1948, Hồ Quảng tập kết ra bắc và lập gia đình với đồng nghiệp là họa sĩ, nghệ sĩ ưu tú Phan Thị Hà vào năm 1950. Đến năm 1959, ông được hai họa sĩ mới du học về là Lê Minh Hiền và Trương Qua mời tham gia thành lập “Tổ làm phim hoạt họa”, họ cùng thực hiện bộ phim hoạt hình đầu tiên của Việt Nam: Đáng đời thằng cáo. Bộ phim đã giành được Giải Bông sen vàng tại Liên hoan phim Việt Nam lần thứ II, hai họa sĩ chính Trương Qua, Hồ Quảng cùng giành được giải Họa sỹ xuất sắc nhất.
Hồ Quảng có 14 năm giữ chức vụ Giám đốc Hãng phim Hoạt hình Việt Nam từ 1977 đến 1990. Trong khoảng thời gian này, ông đã đưa số lượng phim sản xuất hàng năm từ 4–5 phim lên 10 phim, đặc biệt, có 6 năm liên tục từ 1982 đến 1987 Hãng đã sản xuất được 12 phim mỗi năm. Năm 1981, ông được mời làm Giám khảo cho Liên hoan phim Quốc tế Matcơva.
Năm 1984, Hồ Quảng vinh dự được Nhà nước phong tặng danh nghệ sĩ ưu tú trong đợt phong tặng đầu tiên. Kể từ năm 1984 cho đến khi nghỉ hưu vào năm 1991, ông đã viết 15 kịch bản phim hoạt hình, trong đó có nhiều kịch bản đoạt giải. Trong các kỳ Liên hoan phim Việt Nam, Hồ Quảng đã giành được hai giải Biên kịch xuất sắc, hai giải Đạo diễn xuất sắc và hai giải Họa sĩ xuất sắc.
Năm 2012, Hồ Quảng được trao tặng Giải thưởng Nhà nước. Ông qua đời ngày 22 tháng 4  năm 2022. Tháng 6 năm 2023, ông được truy tặng danh hiệu Nghệ sĩ Nhân dân.

## Tác phẩm

### Vai trò đạo diễn và họa sĩ[3]
| Năm  | Tựa đề              | Họa sĩ | Đạo diễn | Đồng đạo diễn              | Chú thích |
| ---- | ------------------- | ------ | -------- | -------------------------- | --------- |
| 1960 | Đáng đời thằng cáo  | Có     | Không    |                            |           |
| 1961 | Cây đa chú Cuội     | Có     | Không    |                            |           |
| 1962 | Bi, Bo và Hòa       | Không  | Có       | Lê Minh Hiền và Nguyễn Yên |           |
| 1963 | Bông hoa năm cánh   | Có     | Có       | Nguyễn Thị Nhàn            |           |
| 1964 | Đêm trăng rằm       | Có     | Không    |                            |           |
| 1967 | Câu chuyện thỏ ngọc | Không  | Có       |                            |           |
| 1969 | Dũng sĩ Kơpa Kơlon  | Có     | Có       |                            |           |
| 1971 | Gà trống hoa mơ     | Không  | Có       |                            |           |
| 1973 | Con khỉ lạc loài    | Có     | Có       |                            |           |
| 1976 | Con kiến và hạt gạo |        | Có       | Nghiêm Dung                |           |

### Vai trò biên kịch[3]
| Năm  | Tựa đề                          | Đồng biên kịch                  | Chú thích |
| ---- | ------------------------------- | ------------------------------- | --------- |
| 1978 | Cún con làm nhiệm vụ            |                                 |           |
| 1980 | Đáp số                          |                                 |           |
| 1981 | Con rùa                         |                                 |           |
| 1981 | Cún con đi học                  |                                 |           |
| 1981 | Thế thôi                        |                                 |           |
| 1981 | Thế đấy                         |                                 |           |
| 1983 | Những hình vẽ                   |                                 |           |
| 1984 | Cún con xem tivi                |                                 |           |
| 1984 | Chim chích chòe                 |                                 |           |
| 1986 | Ngày sinh của gà con            | Trần Quý Thường và Đỗ Minh Tuấn |           |
| 1986 | Tiếng sáo                       |                                 |           |
| 1990 | Con chồn xấu xí                 |                                 |           |
| 1990 | Võ sĩ vô địch                   |                                 |           |
| 1991 | Lọ nước thần                    |                                 |           |
| 1991 | Lời cầu xin cuối cùng của bà mẹ |                                 |           |
| 2000 | Cuộc sống                       |                                 |           |

### Tranh
- Những cô công chúa nhí (sơn dầu – 2003)

## Giải thưởng

### Giải thưởng cá nhân
| Năm  | Giải thư                           | Tác phầm (đạo diễn)  | Kết quả            | Đồng hạng   | Chú thích    |
| ---- | ---------------------------------- | -------------------- | ------------------ | ----------- | ------------ |
| 1973 | Liên hoan phim Việt Nam lần thứ 2  | Đáng đời thằng Cáo   | Họa sĩ xuất sắc    | Trương Qua  | [ 12 ] [ 3 ] |
| 1975 | Liên hoan phim Việt Nam lần thứ 3  | Con khỉ lạc loài     | Đạo diễn xuất sắc  |             | [ 13 ] [ 3 ] |
| 1975 | Liên hoan phim Việt Nam lần thứ 3  | Con khỉ lạc loài     | Họa sĩ xuất sắc    |             | [ 13 ] [ 3 ] |
| 1977 | Liên hoan phim Việt Nam lần thứ 4  | Con kiến và hạt gạo  | Đạo diễn xuất sắc  | Nghiêm Dung | [ 14 ] [ 3 ] |
| 1980 | Liên hoan phim Việt Nam lần thứ 5  | Cún con làm nhiệm vụ | Biên kịch xuất sắc |             | [ 9 ]        |
| 2002 | Liên hoan phim Việt Nam lần thứ 14 | Cuộc sống            | Biên kịch xuất sắc |             | [ 10 ]       |

### Giải thưởng cho tác phẩm[3]
| Năm  | Giải thưởng                                                      | Tác phầm             | Vai trò           | Kết quả       | Chú thích    |
| ---- | ---------------------------------------------------------------- | -------------------- | ----------------- | ------------- | ------------ |
| 1970 | Liên hoan phim Việt Nam lần thứ 1                                | Đêm trăng rằm        | Họa sĩ            | Bằng khen     | [ 3 ]        |
| 1970 | Liên hoan phim Việt Nam lần thứ 1                                | Câu chuyện Thỏ Ngọc  | Đạo diễn – Họa sĩ | Bằng khen     | [ 3 ]        |
| 1973 | Liên hoan phim Việt Nam lần thứ 2                                | Gà trống hoa mơ      | Đạo diễn          | Bông sen Bạc  | [ 12 ] [ 3 ] |
| 1973 | Liên hoan phim Việt Nam lần thứ 2                                | Đáng đời thằng cáo   | Họa sĩ            | Bông sen Vàng | [ 12 ] [ 3 ] |
| 1975 | Liên hoan phim Việt Nam lần thứ 3                                | Con khỉ lạc loài     | Đạo diễn – Họa sĩ | Bông sen Vàng | [ 13 ] [ 3 ] |
| 1975 | Thiếu nhi Hải Phòng                                              | Con khỉ lạc loài     | Đạo diễn – Họa sĩ | Giải nhì      | [ 3 ]        |
| 1977 | Liên hoan phim Việt Nam lần thứ 4                                | Con kiến và hạt gạo  | Đạo diễn          | Bông sen Bạc  | [ 14 ] [ 3 ] |
| 1980 | Liên hoan phim Việt Nam lần thứ 5                                | Cún con làm nhiệm vụ | Biên kịch         | Bông sen Bạc  | [ 9 ]        |
| 1986 | Bộ Văn hóa Đức                                                   | Tiếng sáo            | Biên kịch         | Bằng khen     | [ 3 ]        |
|      | Hưởng ứng đợt phát động viết kịch bản phim ngắn của Hội Điện ảnh | Cuộc sống            | Biên kịch         | Giải A        | [ 3 ]        |